# جذر العصب

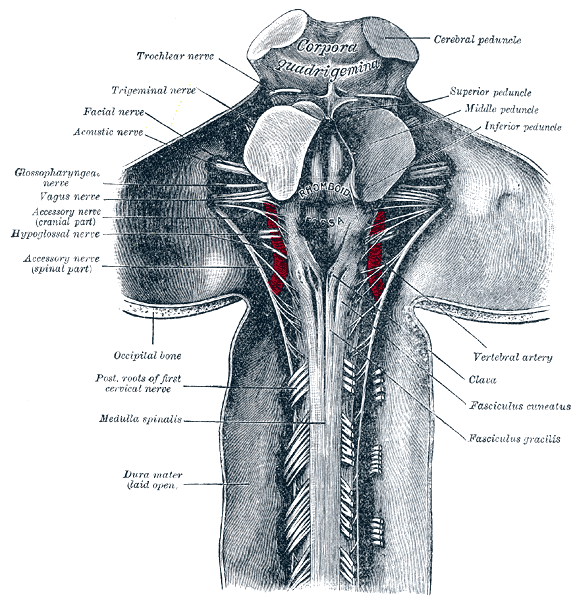

جذر العصب (باللاتينية: radix nervi) هو الجُزء الأولي للعصب الذي يُغادر الجهاز العصبي المركزي. ومن أنواعه:
- جذر العصب القحفي، هو الجزء الأولي أو القريب من أحد أزواج الأعصاب الإثنا عشرة التي تُغادر الجهاز العصبي المركزي من جذع الدماغ أو أعلى مستويات الحبل الشوكي.
- جذر العصب الشوكي، هو الجزء الأولي أو القريب من 31 زوجًا من الأعصاب الشوكية التي تغادر الجهاز العصبي المركزي من الحبل الشوكي. يتكون كل عصبٍ في العمود الفقري من اتحاد جذر ظهري حسي وجذر بطني حركي،[1] مما يعني أنَّ هناك 62 زوجًا جذرًا ظهريًا/بطنيًا، وبالتالي هناك 124 جذرًا عصبيًا، كل منها تنبثق عن مجموعةٍ من الجذور العصبية (أو خيوط الجذر).